# Rien Huizing
Marinus Henk (Rien) Huizing (Rotterdam, 4 augustus 1931) is een Nederlands voormalig nieuwslezer.

## Carrière

### Jeugd en begin carrière
Huizing kwam ter wereld in een middenklassegezin en las volgens zijn moeder alles waar maar letters op stonden. Als kind kocht hij van zijn zakgeld af en toe een andere editie dan die van de krant die het gezin thuis las, om de katernen te vergelijken. Het redactionele werk boeide hem al vroeg, al leek een loopbaan in de journalistiek in de vroege jaren 50 niet in het verschiet te liggen. In 1957, op 26-jarige leeftijd, greep de jonge Rien Huizing zijn kans. De regionale omroep wees hem af omdat hij "te algemeen beschaafd Nederlands sprak". De Radionieuwsdienst beschouwde dit echter juist als belangrijk pluspunt en bood Huizing wél een betrekking aan. Uiteindelijk omvatte de loopbaan van Huizing 45 jaar en hij beëindigde deze op 71-jarige leeftijd.

### Nieuwslezer
In 1964 was hij opgeklommen tot eindredacteur toen zijn oog op een vacature voor het NTS Journaal viel. Het gezin Huizing had net een tv aangeschaft en was zeer geïnteresseerd in het nieuwe medium. Huizing solliciteerde naar de functie, maar rekende nergens op toen hij nieuwslezers Eugènie Herlaar en Frits Thors op het scherm aan het werk zag. Geheel tegen zijn verwachting werd hij, als verslaggever en nieuwslezer, geaccepteerd.
Voor Huizing betekende het stevig omschakelen, aangezien hij nu niet langer binnen zat maar de straat op moest om reportages te maken. Dit werk beviel hem minder, hij moest vaak uren buiten wachten om het onderwerp vervolgens in anderhalve minuut Journaal te proppen. Huizing vond zichzelf niet brutaal genoeg voor dit soort werk.
Een van die klussen liep bijna verkeerd af. In die tijd was het vrij omslachtig werk om van ruw beeldmateriaal een tv-reportage te maken. Voor buitenlandse klussen gold dat men het beeldmateriaal eerst per NOS-vliegtuigje naar Hilversum vloog waar alles technisch in gereedheid werd gebracht. Daarna volgde de beeldmontage. Deze procedure was tijdrovend. Huizing bevond zich in Ethiopië om verslag te doen van het staatsbezoek van koningin Juliana en prins Bernhard. Het echtpaar bracht een bezoek aan een suikerfabriek en Huizing zat krap in zijn tijd. In zijn haast om de filmopnamen op tijd naar het vliegveld te krijgen, liep Huizing bijna een schriel mannetje omver dat Haile Selassie bleek te zijn; de toenmalige keizer van het desbetreffende land. Huizing beleefde een benauwd moment toen "een enorme lijfwacht" daarop verhaal kwam halen. Gelukkig liep het goed af.
Huizing kwam beter tot zijn recht in de televisiestudio. In die tijd beschikte Hilversum slechts over één presentatiestudio, van waaruit alle programma's werden uitgezonden. Dit betekende dagelijks stoelendans, want onmiddellijk nadat de omroepster het journaal aankondigde, moest de nieuwspresentator snel haar plaats innemen. Vervolgens hing men in allerijl een wereldbol op en weerklonk nog geen minuut later de welbekende gong.
Huizing verkreeg de reputatie van een nieuwslezer zonder allures, die zorgvuldig, met autoriteit en altijd onberispelijk gekleed het nieuws in de huiskamers bracht. Zelf zei hij daarover dat hij "nu eenmaal niet zo guitig was als Harmen Siezen of Joop van Zijl". In 2006 kwam hij nog eenmaal terug als nieuwslezer bij het 50-jarig jubileum van het NOS Journaal. Wim de Bie schreef op zijn weblog of "Rien Huizing niet kon worden gevraagd voor een hoge functie bij het Journaal, waarbij is inbegrepen dat hij ook weer presenteert", hetgeen Huizing als een groot compliment beschouwde.
Huizing was van mening, dat "afstand bewaren de essentie is van het werk als journalist; die moet observeren en geen grote betrokkenheid tonen". Dit viel hem echter zwaar toen hij na een brand in een tehuis voor gehandicapte kinderen ter plekke meerdere verkoolde lichamen zag.
Hij was van 1 september 1965 tot 1 oktober 1984 werkzaam bij het NOS Journaal. In 1984 verliet Huizing het NOS Journaal om als hoofdredacteur terug te keren naar de plek waar hij ooit zijn loopbaan begon: de Radionieuwsdienst. Het speet hem niet dat hij van het scherm verdween, al ontving hij nu geen persoonlijke post meer van kijkers.
Na zijn tv-tijdperk was Huizing nog zeven jaar werkzaam als hoofdredacteur van de Radionieuwsdienst ANP.